# Parasimpatomimetik
Parasimpatomimetik je lek ili otrov koji deluje putem stimulacije ili oponašanja parasimpatičkog nervnog sistema (PSNS). Te hemikalije se takođe nazivaju holinergičkim lekovima, jer je acetilholin (ACh) neurotransmiter koji se koristi u PSNS. Hemikalije ove familije mogu da deluju direktno stimulacijom nikotinskog ili muskarinskog receptora, ili indirektno inhibicijom holinesteraze, promovišući oslobađanje acetilholina, ili drugim mehanizmima.
Pojedina hemijska oružja, kao što su sarin ili VX, neletalni suzavci za kontrolu nereda, i insekticidi poput diazinona su u ovoj kategoriji. 

## Spoljašnje veze
- Parasympathomimetics на 